# Vienna Open 1983
Il Vienna Open 1983, noto anche come Fischer Grand Prix per motivi di sponsorizzazione, è stato un torneo di tennis giocato sul sintetico indoor della Wiener Stadthalle a Vienna, in Austria. È stata la 9ª edizione del torneo, faceva parte del Volvo Grand Prix 1983 e si è giocato dal 17 al 23 ottobre 1983.

## Campioni

### Singolare maschile
Brian Gottfried ha battuto in finale  Mel Purcell con il punteggio di 6–2, 6–3, 7–5

### Doppio maschile
Mel Purcell /  Stan Smith hanno battuto in finale  Marcos Hocevar /  Cássio Motta con il punteggio di 6–3, 6–4